# Quận Morgan, Colorado
Quận Morgan là một quận thuộc tiểu bang Colorado, Hoa Kỳ.
Quận này được đặt tên theo đại tá Christopher A. Morgan. Theo điều tra dân số của Cục điều tra dân số Hoa Kỳ năm 2010, quận có dân số 28159 người. Quận lỵ đóng ở Fort Morgan.

## Địa lý
Theo Cục điều tra dân số Hoa Kỳ, quận có diện tích 3350 km2, trong đó có 34 km2 là diện tích mặt nước.